# Вишеструко убиство на Цетињу 2025.
Дана 1. јануара 2025. године у поподневним сатима, Ацо Мартиновић је у кафани Велестово у центру Цетиња убио четири мушкараца и двојицу ранио, након чега је побегао. Касније, у насељу Богданов крај је убио двоје деце и ранио женску особу. 
Министарство унутрашњих послова Црне Горе је саопштило да је најмање 12 особа убијено, од тога 7 мушкараца, 3 жене и двоје деце, а да се четворо бори за живот. Мартиновића је полиција опколила у близини породичне куће у насељу Хумци, где је покушао самоубиство. Преминуо је на путу ка Клиничком центру Црне Горе.

## Реакције
Председник Црне Горе Јаков Милатовић је непосредно након убистава, објавом на мрежи X, изразио запрепашћење и жаљење поводом смрти страдалих, и изјавио саучешће породицама. Влада Црне Горе је поводом ове трагедије прогласила три дана жалости у Црној Гори, од 2. до 4. јануара 2025. године.
Из Србије, саучешће је упутио председник Александар Вучић, и поручио „нека вам снага и солидарност свих нас помогну да превазиђете овај огроман бол.” Неколко дана касније, Влада Србије је донела одлуку да се 5. јануар 2025. прогласи даном жалости поводом трагедије на Цетињу.
Влада Републике Српске одржала је телефонску сједницу и донијела одлуку да се 3. јануар 2025. године прогласи Даном жалости у Републици Српској због немилих догађаја и невино страдалих грађана у Цетињу.